# Gubitnički žar pobednika — Vojo Rehar
„Gubitnički žar pobednika — Voja Rehar“ je dokumentarni televizijski esej u trajanju od 40 minuta, o intelektualcu Voji Reharu, reditelja Slobodana Ž. Jovanovića, a u proizvodnji Radio-televizije Srbije 1994. godine.
Ova emisija je posvećena uspomeni na političke prognanike u 20. veku. Ona postavlja pitanje ko je bio Vojo Rehar? Inetelektualac, patriota, borac protiv fašističkog okupatora, kao i prvi Ministar za kulturu u Jugoslaviji posle Drugog svetskog rata, donosilac savremenih mislilaca, modernih filosofa kao što je bio Žan Pol Sartr, itd. Čovek izgubljen među arhivima i političkim nesuglasicama, tragično preminuo odbačen i zaboravljen od svih.

## Autorska ekipa
- Reditelj Slobodan Ž. Jovanović
- Adaptacija teksta Slobodan Ž. Jovanović
- Scenario Marko Nedeljković
- Kompozitor Petar Antonović
- Scenograf Dora Dušanović

## Učestvuju
- Ivan Jagodić
- Tihomir Stanić
- Slavica Obradović
- Žarko Obračević

## Spoljašnje veze
- Gubitkički žar pobednika — Vojo Rehar на веб-сајту  (језик: енглески)
- https://web.archive.org/web/20041016145438/http://www.openbook.ba/obq/no2/lc_r.htm
- Voja Rehar (TV esej) на веб-сајту